# Frédérique Schlachter
Frédérique Schlachter, auch Frédéric, (geboren als Friedrich Wilhelm Schlachter 19. November 1892 in Kirn, Rheinprovinz; gestorben 26. April 1965 in Bressols, Frankreich) war ein deutsch-französischer Bankier und Politiker im Saarland.

## Leben
Friedrich Wilhelm Schlachter wuchs als Sohn des Händlers Josef Schlachter und der Friderike August in einer jüdischen Familie auf, er hatte vier Geschwister. Nach dem Besuch des Gymnasiums in Kirn und Birkenfeld absolvierte er ab 1911 eine kaufmännische Lehre bei der Gebr. Röchling Bank und wurde danach als Angestellter übernommen. Schlachter war vier Jahre lang Soldat im Ersten Weltkrieg und wurde zum Vizefeldwebel befördert. Er kehrte 1919 ins Saargebiet zurück und wurde bei der Gebr. Röchling Bank Filialleiter und erhielt Prokura. Ab 1920 arbeitete er als Bankier und Direktor bei der Saar-Handelsbank AG Saarbrücken, die in schwedischem Besitz war. Schlachter wurde Mitinhaber der Bank und erwarb auch Anteile der Pfälzischen Putz- und Poliermaterialienfabrik St. Ingbert, der Firma Ferd. Garelly AG Saarbrücken und einen Anteil des Websweiler Hofes in Jägersburg.
Nach der Saarabstimmung 1935, bei der Schlachter vergeblich für den Status quo eingetreten war, wurde das Saargebiet ins Deutsche Reich eingegliedert, und Schlachter, der bereits 1934 die französische Staatsbürgerschaft erhalten hatte, flüchtete wegen der Judenverfolgung in Deutschland nach Frankreich. In Straßburg eröffnete er eine kleine Privatbank, ging dann nach Paris und 1938 in die Gegend von Montauban. Nach der deutschen Besetzung Frankreichs im Jahr 1940 musste er sich bedeckt halten.
Frédérique Schlachter kehrte im August 1945 an die Saar zurück und arbeitete für den französischen Militärgouverneur und späteren Hohen Kommissar Gilbert Grandval. Im November 1946 wurde das Landesamt Saar – Vermögenskontrolle Sequesterverwaltungen – eingerichtet und Schlachter zu dessen Generaldirektor ernannt. Er wurde auch Leiter der Entnazifizierungsbehörde. Schlachter war in der Zeit bis 1950 Mitglied im Direktionskomitee der Régie des Mines, Mitgründer der Werbeagentur SARAG, Präsident des Aufsichtsrats der Saarländischer Rundfunk GmbH und von 1948 bis 1950 Präsident und danach bis 1952 Vizepräsident der Industrie- und Handelskammer zu Saarbrücken. Er nahm 1950 an den Pariser Verhandlungen über die Saarkonventionen teil. Trotz seiner Ämterfülle wurde Schlachter 1951 nicht in das Zweite Kabinett Hoffmann berufen.
Am 1. Dezember 1957 trat er als Oberregierungsrat und Generaldirektor der Saarländischen Vermögensverwaltung in den Ruhestand. Er zog mit seiner Frau wieder an seinen Wohnsitz in Südfrankreich.

## Schriften
- Saarwirtschaft am Wendepunkt. 1947